# Verklärungskathedrale (Kaišiadorys)

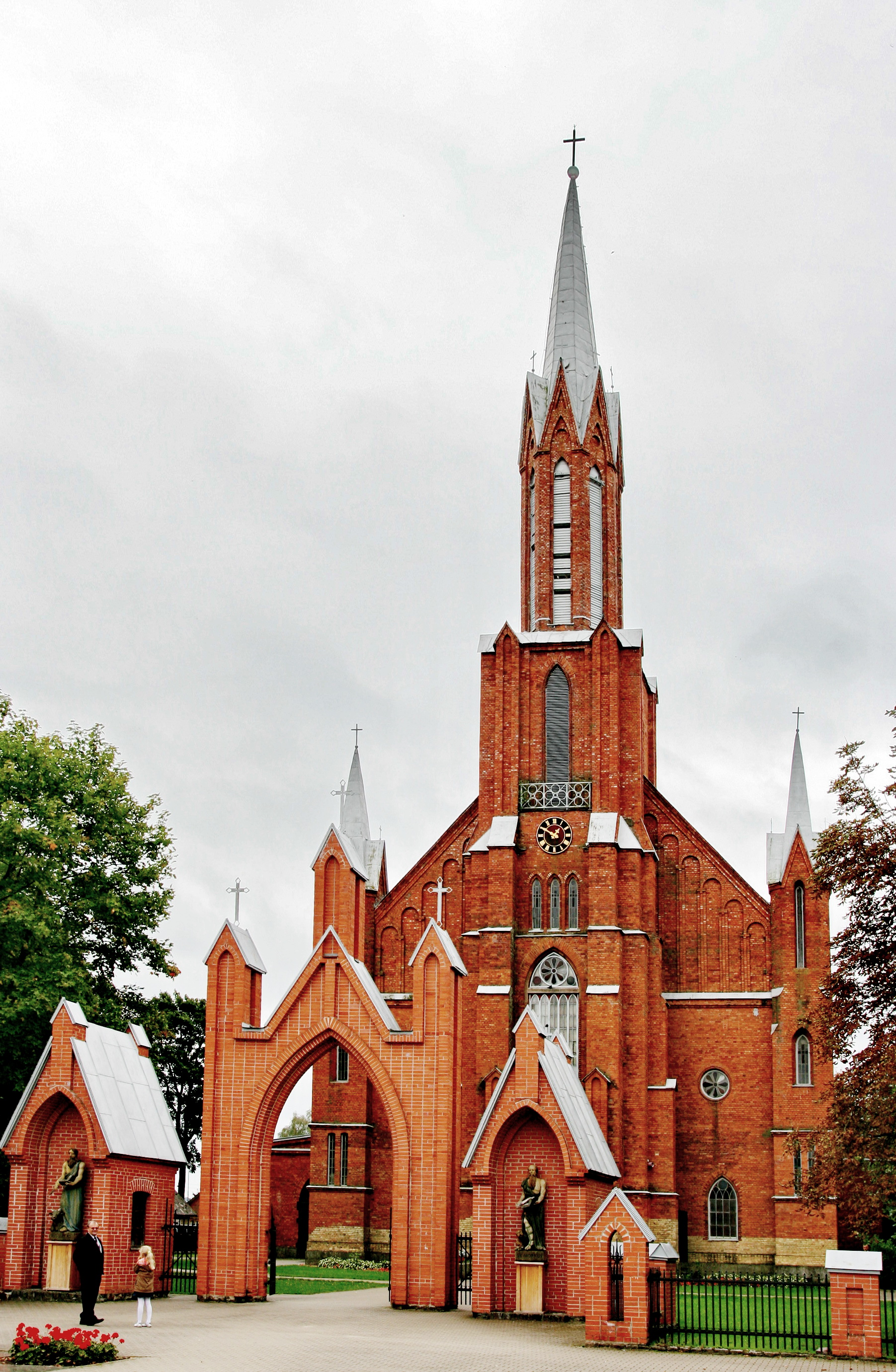
Außenansicht der Christuskathedrale

Die Verklärungskathedrale (litauisch Kaišiadorių Kristaus Atsimainymo katedra) in der litauischen Stadt Kaišiadorys ist die katholische Bischofskirche des Bistums Kaišiadorys. Sie ist die Pfarrkirche und die Dekanatskirche im Dekanat Kaišiadorys.

## Glockenturm
Im Glockenturm hängen drei Glocken. Die älteste, eine Eisenglocke von 1665, wird zwar nicht mehr betätigt, dient jedoch als Monument von nationaler Bedeutung.

## Geschichte
Mit der Gründung des Bistums Kaišiadorys 1926 wurde die Christuskirche in den Rang einer Kathedrale erhoben.
Die rote der Neogotik verpflichtete Backsteinkirche wurde 1931 fertiggestellt und 1936 geweiht. Die sechs Altäre, die Kanzel, das Holzgestühl, die neobarocken Beichtstühle, das Chorgestühl und die Kathedra wurde zwischen 1928 und 1933 in die Kirche eingebaut.